# Josep Antoni Serrallach i Julià
Josep Antoni Serrallach Julià (Barcelona, 8 d'agost de 1902 - 1990) fou un químic fill del prestigiós uròleg Narcís Serrallach Mauri, significant-se en el paper investigador i publicant nombrosos treballs científics en el camp de la urologia.
Després de completar els estudis de batxillerat l'any 1919, amb només disset anys, es va traslladar a treballar a Nova York. Entre els anys 1921 i 1927, va traslladar-se a Alemanya, on va llicenciar-se en química per la Universitat de Frankfurt, superant estudis de postgrau en química industrial i físico-química a la Universitat de Berlín, i doctorant-se en química a la Universitat de Frankfurt.
Després d'un parell d'anys a Barcelona, l'any 1930 va traslladar-se novament als Estats Units, per treballar i dur a terme tasques de recerca científica al Massachusetts Institute of Technology (M.I.T.). En aquesta època, i com a resultat de la seva recerca, va publicar els seus primers treballs científics (1931 i 1933), i va patentar procediments relatius a les emulsions, que van ser adquirits per una indústria química denominada L. Patch & Co., ubicada a Stoneham, Massaschussetts, en la que es va integrar com a cap del departament de recerca col·loidal. Simultàniament, va realitzar un nou curs de postgrau a la Universitat Harvard.
L'any 1933 torna a Alemanya per ampliar els seus estudis de química col·loidal a Leipzig i Dresden, des d'on es trasllada a Barcelona, l'any 1934, per fundar, juntament amb la seva dona, Montserrat Carulla Soler, el Laboratorio de Investigación Coloidal, això és, LAINCO.

## La Falange i la Guerra Civil
En un moment històric turbulent, accedeix a la presidència del «Movimiento Nacional de Trabajadores Demócratas» i entra a formar part de les «Juntas de Ofensiva Nacional Sindicalista» (J.O.N.S.). Amb l'esclat de la Guerra Civil Espanyola (1936), s'enrola en la «Centuria Catalana Virgen de Montserrat», amb base a Burgos i sota les ordres de l'oficial alemany Von Harttmann. Participen en aquesta centúria nombrosos falangistes i requetès catalans: Rosendo Riera, Ramón Serrano, Tomás Duró, Josep Maria Fontana Tarrats, Francesc (Quico) Trías, Francisco Batlle, Martí Sensat, J. Muntadas, Ramón Pedret i Lluís de Caralt, entre d'altres.
Tot seguit, Serrallach accedeix al càrrec de lloctinent i secretari personal de Manuel Hedilla, successor de José Antonio Primo de Rivera al capdavant de la Falange Española. L'any 1937, un grup de falangistes és acusat i condemnat per un intent d'atemptat contra el general Franco, a Salamanca. Entre els acusats de participar en el complot, es troba el Josep Antoni Serrallach Julià, que és condemnat a mort. La seva participació en l'intent d'atemptat hauria estat decisiva, en la mesura en la qual, en la seva condició de químic, era l'encarregat de fabricar l'artefacte explosiu. La pena de mort se li commuta per la de quinze anys de presó gràcies a la intercessió del govern alemany. Testimonis de l'època afirmen que el govern de Hitler va arribar a amenaçar Franco de suspendre les operacions de la «Legió Cóndor» si s'executava Serrallach.
Després de tres anys d'empresonament, Serrallach va ser indultat. La seva estada a presó el va deteriorar físicament, i li va provocar una certa sordesa de la qual no es va recuperar. Aquests episodis li forjaren un caràcter desconfiat i van conformar una persona en estat de permanent alerta.

## LAINCO: la Mercromina i l'Emuliquen
Finalitzada la Guerra Civil i ja fora de la presó, Serrallach va impulsar enèrgicament LAINCO, en estreta col·laboració amb la seva esposa. Va registrar a Espanya un medicament laxant que va convertir-se en supervendes, de nom Emuliquen, així com un molt conegut desinfectant, la Mercromina, entre molts d'altres productes farmacològics. A partir de l'any 1948 amplia el camp d'activitat de LAINCO, creant una potent divisió agroquímica, mitjançant la que desenvolupa productes per la protecció dels conreus agrícoles: fungicides orgànics, desinfectants, etc.
A partir de l'any 1957 va crear observatoris per la prevenció de la malaltia del míldiu, un fong que ataca la matèria orgànica i afecta greument tota mena de collites (particularment les vinyes), establint un sistema conegut com a «Servei d'Alertes Antimíldiu», i que actualment està integrat al servei d'avisos fitosanitaris de la Generalitat de Catalunya gestionada per RuralCat. Com a resultat de la seva intensa tasca investigadora, va patentar a Europa, Israel, Sud-àfrica i alguns països sud-americans, fins a 18 productes destinats a la protecció fitosanitària de les collites.